# 마테우스 두스 산투스 카스트루
마테우스 두스 산투스 카스트루(포르투갈어: Mateus dos Santos Castro, 1994년 9월 11일 ~ )는 마테우스으로 불리는 브라질의 축구 선수이다.